# Ријека Марсенића
Ријека Марсенића је насеље у општини Андријевица у Црној Гори. Према попису из 2003. било је 353 становника (према попису из 1991. било је 394 становника).

## Демографија
У насељу Ријека Марсенића живи 266 пунолетних становника, а просечна старост становништва износи 37,2 година (34,5 код мушкараца и 40,2 код жена). У насељу има 103 домаћинства, а просечан број чланова по домаћинству је 3,43.
Ово насеље је већински насељено Србима (према попису из 2003. године), а у последња четири пописа је забележено умерено смањење броја становника.
|  |

| Демографија | Демографија | Демографија |
| Година      | Становника  | Становника  |
| ----------- | ----------- | ----------- |
|             |             |             |
|             |             |             |
|             |             |             |
|             |             |             |
| 1948.       | 392         |             |
| 1953.       | 412         |             |
| 1961.       | 468         |             |
| 1971.       | 432         |             |
| 1981.       | 404         |             |
| 1991.       | 394         | 390         |
| 2003.       | 414         | 353         |
|             |             |             |

| Етнички састав према попису из 2003.‍ | Етнички састав према попису из 2003.‍ | Етнички састав према попису из 2003.‍ | Етнички састав према попису из 2003.‍ | Етнички састав према попису из 2003.‍ |
| ------------------------------------ | ------------------------------------ | ------------------------------------ | ------------------------------------ | ------------------------------------ |
|                                      |                                      |                                      |                                      |                                      |
| Срби                                 | Срби                                 |                                      | 263                                  | 74,50%                               |
| Црногорци                            | Црногорци                            |                                      | 80                                   | 22,66%                               |
| непознато                            | непознато                            |                                      | 6                                    | 1,69%                                |

| Година пописа     | 1948. | 1953. | 1961. | 1971. | 1981. | 1991. | 2003. |
| ----------------- | ----- | ----- | ----- | ----- | ----- | ----- | ----- |
| Број домаћинстава | 84    | 95    | 103   | 94    | 86    | 100   | 116   |

| Број чланова      | 1   | 2  | 3  | 4  | 5  | 6  | 7 | 8 | 9 | 10 и више | Просек |
| ----------------- | --- | -- | -- | -- | -- | -- | - | - | - | --------- | ------ |
| Број домаћинстава | 103 | 20 | 19 | 13 | 21 | 18 | 6 | 5 | 0 | 0         | 1      |

| Пол    | Укупно | Неожењен/Неудата | Ожењен/Удата | Удовац/Удовица | Разведен/Разведена | Непознато |
| ------ | ------ | ---------------- | ------------ | -------------- | ------------------ | --------- |
| Мушки  | 154    | 65               | 80           | 3              | 2                  | 4         |
| Женски | 137    | 32               | 76           | 23             | 3                  | 3         |
| УКУПНО | 291    | 97               | 156          | 26             | 5                  | 7         |

| Пол    | Укупно                    | Пољопривреда, лов и шумарство | Рибарство                            | Вађење руде и камена | Прерађивачка индустрија       |
| ------ | ------------------------- | ----------------------------- | ------------------------------------ | -------------------- | ----------------------------- |
| Мушки  | 45                        | 1                             | 0                                    | 2                    | 6                             |
| Женски | 14                        | 0                             | 0                                    | 0                    | 4                             |
| УКУПНО | 59                        | 1                             | 0                                    | 2                    | 10                            |
| Пол    | Производња и снабдевање   | Грађевинарство                | Трговина                             | Хотели и ресторани   | Саобраћај, складиштење и везе |
| Мушки  | 2                         | 0                             | 1                                    | 0                    | 6                             |
| Женски | 0                         | 0                             | 2                                    | 1                    | 1                             |
| УКУПНО | 2                         | 0                             | 3                                    | 1                    | 7                             |
| Пол    | Финансијско посредовање   | Некретнине                    | Државна управа и одбрана             | Образовање           | Здравствени и социјални рад   |
| Мушки  | 0                         | 0                             | 9                                    | 1                    | 0                             |
| Женски | 0                         | 0                             | 0                                    | 2                    | 0                             |
| УКУПНО | 0                         | 0                             | 9                                    | 3                    | 0                             |
| Пол    | Остале услужне активности | Приватна домаћинства          | Екстериторијалне организације и тела | Непознато            | Непознато                     |
| Мушки  | 0                         | 0                             | 0                                    | 17                   | 17                            |
| Женски | 0                         | 0                             | 0                                    | 4                    | 4                             |
| УКУПНО | 0                         | 0                             | 0                                    | 21                   | 21                            |